# A.S.D. Termoli Calcio 1920
Associazione Sportiva Dilettantistica Termoli Calcio 1920 là một câu lạc bộ bóng đá Ý đến từ Termoli, Molise.

## Lịch sử
Lịch sử của Termoli bắt đầu vào giữa những năm 1920. Đội bóng chơi ở giải đấu nghiệp dư Abruzzo. Năm 1951-52 tham gia Promozione Nazionale và thị trấn vào thời điểm đó có khoảng 10.000 cư dân tổ chức các đội bóng như Ascoli, Pescara, Perugia và Terni.
Trong nhiều năm, đội đã chơi trên các lĩnh vực của giải địa phương Abruzzo và kết thúc mùa giải 1969-70, chiến thắng Serie D (với chiến thắng playoff trước Avezzano). Kể từ đó, với kết quả hỗn hợp, tham gia giữa Serie D và Eccellenza (lần đầu tiên ở Abruzzo (thắng năm 1992) và tiếp theo ở Molise (thắng năm 2000, 2002 và 2012).
Sau một cuộc khủng hoảng khó khăn của đội bóng, đỉnh điểm là xuống hạng trong mùa giải 2010 Molise Promozione. Trở lại Serie D nhờ sự mở rộng của đội bóng và Chủ tịch Nicolas Caesar. Vào ngày 15 tháng 2 năm 2012 đã giành được Coppa Italia Molise bằng cách đánh bại Campobasso 1919 trong trận chung kết.
Trong mùa giải 2011-12, câu lạc bộ đã được thăng hạng lên Serie D sau khi chiến thắng tại Eccellenza Molise.

## Màu sắc và huy hiệu
Các màu câu lạc bộ là vàng, đỏ và đen.

## Đối thủ
Các đối thủ là Isernia, Campobasso và Vasto.